# 追憶 (沢田研二の曲)
「追憶」（ついおく）は、日本の歌手である沢田研二の10枚目のシングルである

## 解説
- 1974年7月10日にポリドール・レコードより発売された。
- オリコン週間チャートでは1位を獲得、累計売上では57.9万枚の売上げを記録した。
- 同年12月31日には、第25回NHK紅白歌合戦で歌唱した。この際、曲の後半で鳩が燕尾服風の衣装から現れ沢田の右手に止まるという演出が為された。

## 収録曲
1. 追憶（4分41秒）
  - 作詞:安井かずみ／作曲:加瀬邦彦／編曲：東海林修
2. 甘いたわむれ（3分10秒）
  - 作詞:安井かずみ／作曲:加瀬邦彦／編曲：東海林修

## 参加ミュージシャン
- ケニー・ウッド・オーケストラ

## 沢田研二の関連作品
- JEWEL JULIE 追憶
- KENJI SAWADA